# Katedrala sv. Vladimira u Kijevu
Katedrala sv. Vladimira (ukrajinski: Володимирський собор) je glavni hram Ukrajinske pravoslavne crkve — Kijevska patrijaršija.
Godine 1852. kijevski mitropolit Filaret predložio je ruskom caru Nikolaju I. izgradnju hrama u Kijevu u počast velikomu ruskomu knezu Vladimiru i 900. godišnjici krštenja kijevskih Rusa. Arhitekt hrama bio je Ivan Štrom rodom iz Sankt Peterburga. Hram je 1859. godine bio projektiran u neobizantskom stilu s 13 zlatnih kupola. Prijedlog projekta je poslan u Sankt Peterburg, gdje ga je odobrio osobno car Aleksandar II. Radovi su počeli 1860. godine, ali je zbog nedostatka financija prvobitan plan s 13 kupola smanjen na 7 kupola.
Hram je završen 1882., a unutrašnjost 1896. godine. Visina križa na glavnoj kupoli je 49 metara. Odlikuju ga prekrasne freske i mozaici u unutrašnjosti.
Godine 1995. u hramu je bio prvi Sabor Ukrajinske pravoslavne crkve (Kijevske patrijaršije), gdje je za patrijarha izabran Filaret.

## Galerija
- Sabor sveca Vaseljenske crkve
- Eva sa zmijom u Rajskom vrtu
- Krštenje kneza Vladimra Velikog
- Krštenje Rusa
- Ruski episkopi